# داميان روجرز
داميان روجرز (بالإنجليزية: Damian Rogers) هي صحفية وكاتِبة وشاعرة أمريكية، ولدت في 1972 في ديترويت في الولايات المتحدة.